# Metabelbella phalangioides
Metabelbella phalangioides är en kvalsterart som först beskrevs av Michael 1890.  Metabelbella phalangioides ingår i släktet Metabelbella och familjen Damaeidae. Inga underarter finns listade i Catalogue of Life.